# Diomansy Kamara
Diomansy Mehdi Moustapha Kamara (Parigi, 8 novembre 1980) è un ex calciatore senegalese con cittadinanza francese, di ruolo attaccante.

## Biografia
Nato in Francia, ha scelto di giocare per il Senegal, nazione originaria della sua famiglia.

## Carriera

### Club
Venne acquistato dal Catanzaro in Serie C2. In Calabria rimane per due stagioni segnando 9 gol in 34 partite. Fece un salto di qualità quando venne girato in prestito al Modena fresco di promozione in Serie B. Nella prima stagione in Emilia segnò 4 gol in 24 partite e conquistò la promozione nel massimo campionato. La stagione in cui si mise più in mostra è quella 2002-2003, in cui segnò 5 gol in 29 partite. Nella stagione seguente segna 6 reti in 29 partite.
Nell'estate del 2004 lascia l'Italia per vestire la maglia degli inglesi del Portsmouth: segnerà 4 gol in 25 incontri. Dopo due stagioni in forza al West Bromwich Albion, nel 2007 passa al Fulham. Durante il mercato di gennaio 2010 il Celtic di Glasgow comunica il prestito del calciatore senegalese sino alla fine della stagione. Dal 2011 al 2014 ha militato nella squadra turca del Eskişehirspor, rimanendo svincolato al termine dell'ultima stagione.
Il 27 luglio 2014 il Catanzaro ufficializza il ritorno, dopo tredici anni, del giocatore tra le file giallorosse. Il 4 febbraio 2015 rescinde il contratto che lo legava alla squadra giallorossa. Il 7 luglio 2015 firma per il NorthEast United FC, squadra della massima serie del campionato indiano (ISL)

### Dopo il ritiro
Nel 2016 diventa commentatore sportivo per la TV senegalese Canal..

## Statistiche

### Presenze e reti nei club
Statistiche aggiornate al 7 dicembre 2014.
| Stagione                | Squadra                 | Campionato              | Campionato | Campionato | Coppe nazionali | Coppe nazionali | Coppe nazionali | Coppe continentali | Coppe continentali | Coppe continentali | Altre coppe | Altre coppe | Altre coppe | Totale | Totale |
| Stagione                | Squadra                 | Comp                    | Pres       | Reti       | Comp            | Pres            | Reti            | Comp               | Pres               | Reti               | Comp        | Pres        | Reti        | Pres   | Reti   |
| ----------------------- | ----------------------- | ----------------------- | ---------- | ---------- | --------------- | --------------- | --------------- | ------------------ | ------------------ | ------------------ | ----------- | ----------- | ----------- | ------ | ------ |
| 1998-1999               | Red Star                | D2                      | 4          | 0          | CF+CdL          | 0+0             | 0               | -                  | -                  | -                  | -           | -           | -           | 4      | 0      |
| 1999-2000               | Catanzaro               | C2                      | 11         | 4          | CI              | 0               | 0               | -                  | -                  | -                  | -           | -           | -           | 11     | 4      |
| 2000-2001               | Catanzaro               | C2                      | 23         | 5          | CI              | 0               | 0               | -                  | -                  | -                  | -           | -           | -           | 23     | 5      |
| 2001-2002               | Modena                  | B                       | 24         | 4          | CI              | 0               | 0               | -                  | -                  | -                  | -           | -           | -           | 24     | 4      |
| 2002-2003               | Modena                  | A                       | 29         | 5          | CI              | 0               | 0               | -                  | -                  | -                  | -           | -           | -           | 29     | 5      |
| 2003-2004               | Modena                  | A                       | 29         | 6          | CI              | 1               | 0               | -                  | -                  | -                  | -           | -           | -           | 30     | 6      |
| ago. 2004               | Modena                  | B                       | 0          | 0          | CI              | 1               | 0               | -                  | -                  | -                  | -           | -           | -           | 1      | 0      |
| Totale Modena           | Totale Modena           | Totale Modena           | 82         | 15         |                 | 2               | 0               |                    |                    |                    |             |             |             | 84     | 15     |
| 2004-2005               | Portsmouth              | PL                      | 25         | 4          | FACup+CdL       | 1+0             | 0               | -                  | -                  | -                  | -           | -           | -           | 26     | 4      |
| 2005-2006               | West Bromwich           | PL                      | 26         | 1          | FACup+CdL       | 0+0             | 0               | -                  | -                  | -                  | -           | -           | -           | 26     | 1      |
| 2006-2007               | West Bromwich           | FLC                     | 34+3       | 20+1       | FACup+CdL       | 4+2             | 2+0             | -                  | -                  | -                  | -           | -           | -           | 43     | 23     |
| Totale West Bromwich    | Totale West Bromwich    | Totale West Bromwich    | 60+3       | 21+1       |                 | 6               | 2               |                    |                    |                    |             |             |             | 69     | 24     |
| 2007-2008               | Fulham                  | PL                      | 28         | 5          | FACup+CdL       | 0+2             | 1               | -                  | -                  | -                  | -           | -           | -           | 30     | 6      |
| 2008-2009               | Fulham                  | PL                      | 12         | 4          | FACup+CdL       | 2+0             | 0               | -                  | -                  | -                  | -           | -           | -           | 14     | 4      |
| 2009-gen. 2010          | Fulham                  | PL                      | 9          | 1          | FACup+CdL       | 0+0             | 0               | UEL                | 4                  | 2                  | -           | -           | -           | 13     | 3      |
| gen.-giu. 2010          | Celtic                  | SPL                     | 9          | 2          | SC+SLC          | 1+0             | 1               | UCL                | -                  | -                  | -           | -           | -           | 10     | 3      |
| 2010-mar. 2011          | Fulham                  | PL                      | 10         | 2          | FACup+CdL       | 1+0             | 3               | -                  | -                  | -                  | -           | -           | -           | 11     | 5      |
| Totale Fulham           | Totale Fulham           | Totale Fulham           | 59         | 12         |                 | 5               | 4               |                    | 4                  | 2                  |             |             |             | 68     | 18     |
| mar.-giu. 2011          | Leicester City          | FLC                     | 7          | 2          | FACup+CdL       | 0+0             | 0               | -                  | -                  | -                  | -           | -           | -           | 7      | 2      |
| 2011-2012               | Eskişehirspor           | SL                      | 31+4       | 13+2       | TK              | 3               | 1               | -                  | -                  | -                  | -           | -           | -           | 38     | 16     |
| 2012-2013               | Eskişehirspor           | SL                      | 30         | 11         | TK              | 6               | 0               | UEL                | 4                  | 0                  | -           | -           | -           | 40     | 11     |
| 2013-2014               | Eskişehirspor           | SL                      | 30         | 2          | TK              | 11              | 2               | -                  | -                  | -                  | -           | -           | -           | 41     | 4      |
| Totale Eskişehirspor    | Totale Eskişehirspor    | Totale Eskişehirspor    | 91+4       | 26+2       |                 | 20              | 3               |                    | 4                  | 0                  |             |             |             | 119    | 31     |
| 2014-2015               | Catanzaro               | LP                      | 12         | 4          | CI+CI-LP        | 1+0             | 0               | -                  | -                  | -                  | -           | -           | -           | 13     | 4      |
| Totale Catanzaro        | Totale Catanzaro        | Totale Catanzaro        | 46         | 13         |                 | 1               | 0               |                    |                    |                    |             |             |             | 47     | 13     |
| 2015                    | NorthEast United        | ISL                     | 12         | 3          |                 |                 |                 |                    |                    |                    |             |             |             | 12     | 3      |
| Totale NorthEast United | Totale NorthEast United | Totale NorthEast United | 12         | 3          |                 |                 |                 |                    |                    |                    |             |             |             | 12     | 3      |
| Totale carriera         | Totale carriera         | Totale carriera         | 395+7      | 86+3       |                 | 36              | 10              |                    | 8                  | 2                  |             |             |             | 446    | 101    |

### Cronologia presenze e reti in nazionale
| Cronologia completa delle presenze e delle reti in nazionale ― Senegal | Cronologia completa delle presenze e delle reti in nazionale ― Senegal | Cronologia completa delle presenze e delle reti in nazionale ― Senegal | Cronologia completa delle presenze e delle reti in nazionale ― Senegal | Cronologia completa delle presenze e delle reti in nazionale ― Senegal | Cronologia completa delle presenze e delle reti in nazionale ― Senegal | Cronologia completa delle presenze e delle reti in nazionale ― Senegal | Cronologia completa delle presenze e delle reti in nazionale ― Senegal |
| Data                                                                   | Città                                                                  | In casa                                                                | Risultato                                                              | Ospiti                                                                 | Competizione                                                           | Reti                                                                   | Note                                                                   |
| ---------------------------------------------------------------------- | ---------------------------------------------------------------------- | ---------------------------------------------------------------------- | ---------------------------------------------------------------------- | ---------------------------------------------------------------------- | ---------------------------------------------------------------------- | ---------------------------------------------------------------------- | ---------------------------------------------------------------------- |
| 12-2-2003                                                              | Parigi                                                                 | Marocco                                                                | 1 – 0                                                                  | Senegal                                                                | Amichevole                                                             | -                                                                      |                                                                        |
| 30-3-2003                                                              | Bakau                                                                  | Gambia                                                                 | 0 – 0                                                                  | Senegal                                                                | Qual. Coppa d'Africa 2004                                              | -                                                                      | 72’                                                                    |
| 30-4-2003                                                              | Gafsa                                                                  | Tunisia                                                                | 1 – 0                                                                  | Senegal                                                                | Amichevole                                                             | -                                                                      | Uscita                                                                 |
| 31-5-2003                                                              | Dakar                                                                  | Senegal                                                                | 2 – 1                                                                  | Capo Verde                                                             | Amichevole                                                             | -                                                                      | Uscita                                                                 |
| 10-9-2003                                                              | Niigata                                                                | Giappone                                                               | 0 – 1                                                                  | Senegal                                                                | Amichevole                                                             | -                                                                      | 77’                                                                    |
| 10-10-2003                                                             | Il Cairo                                                               | Egitto                                                                 | 1 – 0                                                                  | Senegal                                                                | Amichevole                                                             | -                                                                      | Uscita                                                                 |
| 15-11-2003                                                             | Dakar                                                                  | Senegal                                                                | 1 – 0                                                                  | Costa d'Avorio                                                         | Amichevole                                                             | -                                                                      | 57’                                                                    |
| 18-1-2004                                                              | Dakar                                                                  | Senegal                                                                | 2 – 1                                                                  | Sudafrica                                                              | Amichevole                                                             | -                                                                      | 66’                                                                    |
| 26-1-2004                                                              | Tunisi                                                                 | Senegal                                                                | 0 – 0                                                                  | Burkina Faso                                                           | Coppa d'Africa 2004 - 1º turno                                         | -                                                                      | 69’                                                                    |
| 30-1-2004                                                              | Bizerte                                                                | Senegal                                                                | 3 – 0                                                                  | Kenya                                                                  | Coppa d'Africa 2004 - 1º turno                                         | -                                                                      | 69’                                                                    |
| 7-2-2004                                                               | Radès                                                                  | Tunisia                                                                | 1 – 0                                                                  | Senegal                                                                | Coppa d'Africa 2004 - Quarti di finale                                 | -                                                                      | 85’                                                                    |
| 29-5-2004                                                              | Parigi                                                                 | Senegal                                                                | 1 – 1                                                                  | Guinea                                                                 | Amichevole                                                             | -                                                                      | 66’                                                                    |
| 5-6-2004                                                               | Dakar                                                                  | Senegal                                                                | 2 – 0                                                                  | Rep. del Congo                                                         | Qual. Mondiali 2006                                                    | -                                                                      | 46’                                                                    |
| 13-6-2004                                                              | Praia                                                                  | Capo Verde                                                             | 1 – 3                                                                  | Senegal                                                                | Amichevole                                                             | 2                                                                      | 46’                                                                    |
| 20-6-2004                                                              | Lomé                                                                   | Togo                                                                   | 3 – 1                                                                  | Senegal                                                                | Qual. Mondiali 2006                                                    | -                                                                      |                                                                        |
| 3-7-2004                                                               | Dakar                                                                  | Senegal                                                                | 1 – 0                                                                  | Zambia                                                                 | Qual. Mondiali 2006                                                    | -                                                                      | 27’ 79’                                                                |
| 18-8-2004                                                              | Avignone                                                               | Costa d'Avorio                                                         | 2 – 1                                                                  | Senegal                                                                | Amichevole                                                             | -                                                                      | 46’                                                                    |
| 3-9-2005                                                               | Chililabombwe                                                          | Zambia                                                                 | 0 – 1                                                                  | Senegal                                                                | Qual. Mondiali 2006                                                    | -                                                                      | 62’                                                                    |
| 8-10-2005                                                              | Dakar                                                                  | Senegal                                                                | 3 – 0                                                                  | Mali                                                                   | Qual. Mondiali 2006                                                    | -                                                                      |                                                                        |
| 12-11-2005                                                             | Port Elizabeth                                                         | Sudafrica                                                              | 2 – 3                                                                  | Senegal                                                                | Amichevole                                                             | 1                                                                      |                                                                        |
| 14-1-2006                                                              | Dakar                                                                  | Senegal                                                                | 0 – 0                                                                  | RD del Congo                                                           | Amichevole                                                             | -                                                                      | 65’                                                                    |
| 23-1-2006                                                              | Porto Said                                                             | Zimbabwe                                                               | 0 – 2                                                                  | Senegal                                                                | Coppa d'Africa 2006 - 1º turno                                         | -                                                                      | 63’                                                                    |
| 27-1-2006                                                              | Porto Said                                                             | Ghana                                                                  | 0 – 1                                                                  | Senegal                                                                | Coppa d'Africa 2006 - 1º turno                                         | -                                                                      | 67’                                                                    |
| 31-1-2006                                                              | Porto Said                                                             | Nigeria                                                                | 2 – 1                                                                  | Senegal                                                                | Coppa d'Africa 2006 - 1º turno                                         | -                                                                      | 66’ 79’                                                                |
| 3-2-2006                                                               | Alessandria d'Egitto                                                   | Guinea                                                                 | 2 – 3                                                                  | Senegal                                                                | Coppa d'Africa 2006 - Quarti di finale                                 | -                                                                      | 77’                                                                    |
| 7-2-2006                                                               | Il Cairo                                                               | Egitto                                                                 | 2 – 1                                                                  | Senegal                                                                | Coppa d'Africa 2006 - Semifinale                                       | -                                                                      |                                                                        |
| 9-2-2006                                                               | Il Cairo                                                               | Senegal                                                                | 0 – 1                                                                  | Nigeria                                                                | Coppa d'Africa 2006 - Finale 3º posto                                  | -                                                                      | 44’                                                                    |
| 1-3-2006                                                               | Dakar                                                                  | Senegal                                                                | 2 – 1                                                                  | Norvegia                                                               | Amichevole                                                             | -                                                                      |                                                                        |
| 7-10-2006                                                              | Ouagadougou                                                            | Burkina Faso                                                           | 1 – 0                                                                  | Senegal                                                                | Qual. Coppa d'Africa 2008                                              | -                                                                      |                                                                        |
| 24-3-2007                                                              | Dakar                                                                  | Senegal                                                                | 4 – 0                                                                  | Tanzania                                                               | Qual. Coppa d'Africa 2008                                              | 1                                                                      |                                                                        |
| 2-6-2007                                                               | Mwanza                                                                 | Tanzania                                                               | 1 – 1                                                                  | Senegal                                                                | Qual. Coppa d'Africa 2008                                              | -                                                                      | 90’                                                                    |
| 10-6-2007                                                              | Blantyre                                                               | Malawi                                                                 | 2 – 3                                                                  | Senegal                                                                | Amichevole                                                             | -                                                                      | 68’                                                                    |
| 17-6-2007                                                              | Matola                                                                 | Mozambico                                                              | 0 – 0                                                                  | Senegal                                                                | Qual. Coppa d'Africa 2008                                              | -                                                                      |                                                                        |
| 8-9-2007                                                               | Dakar                                                                  | Senegal                                                                | 5 – 1                                                                  | Burkina Faso                                                           | Qual. Coppa d'Africa 2008                                              | -                                                                      | 81’                                                                    |
| 14-10-2007                                                             | Rouen                                                                  | Guinea                                                                 | 1 – 3                                                                  | Senegal                                                                | Amichevole                                                             | 1                                                                      |                                                                        |
| 17-11-2007                                                             | Colombes                                                               | Mali                                                                   | 2 – 3                                                                  | Senegal                                                                | Amichevole                                                             | 1                                                                      |                                                                        |
| 21-11-2007                                                             | Créteil                                                                | Marocco                                                                | 3 – 0                                                                  | Senegal                                                                | Amichevole                                                             | -                                                                      |                                                                        |
| 12-1-2008                                                              | Dakar                                                                  | Senegal                                                                | 3 – 1                                                                  | Namibia                                                                | Amichevole                                                             | 2                                                                      | 86’                                                                    |
| 16-1-2008                                                              | Ouagadougou                                                            | Benin                                                                  | 1 – 2                                                                  | Senegal                                                                | Amichevole                                                             | -                                                                      | 46’                                                                    |
| 23-1-2008                                                              | Tamale                                                                 | Tunisia                                                                | 2 – 2                                                                  | Senegal                                                                | Coppa d'Africa 2008 - 1º turno                                         | 1                                                                      | 90’                                                                    |
| 27-1-2008                                                              | Tamale                                                                 | Senegal                                                                | 1 – 3                                                                  | Angola                                                                 | Coppa d'Africa 2008 - 1º turno                                         | -                                                                      | 69’                                                                    |
| 31-1-2008                                                              | Kumasi                                                                 | Senegal                                                                | 1 – 1                                                                  | Sudafrica                                                              | Coppa d'Africa 2008 - 1º turno                                         | -                                                                      | 82’                                                                    |
| 31-5-2008                                                              | Dakar                                                                  | Senegal                                                                | 1 – 0                                                                  | Algeria                                                                | Qual. Mondiali 2010                                                    | -                                                                      |                                                                        |
| 8-6-2008                                                               | Banjul                                                                 | Gambia                                                                 | 0 – 0                                                                  | Senegal                                                                | Qual. Mondiali 2010                                                    | -                                                                      |                                                                        |
| 15-6-2008                                                              | Paynesville                                                            | Liberia                                                                | 2 – 2                                                                  | Senegal                                                                | Qual. Mondiali 2010                                                    | -                                                                      | 77’                                                                    |
| 21-6-2008                                                              | Dakar                                                                  | Senegal                                                                | 3 – 1                                                                  | Liberia                                                                | Qual. Mondiali 2010                                                    | -                                                                      | 6’                                                                     |
| 3-3-2010                                                               | Atene                                                                  | Grecia                                                                 | 0 – 2                                                                  | Senegal                                                                | Amichevole                                                             | -                                                                      | 46’                                                                    |
| 17-11-2010                                                             | Saint-Gratien                                                          | Senegal                                                                | 2 – 1                                                                  | Gabon                                                                  | Amichevole                                                             | -                                                                      | 46’                                                                    |
| 9-2-2011                                                               | Dakar                                                                  | Senegal                                                                | 3 – 0                                                                  | Guinea                                                                 | Amichevole                                                             | -                                                                      | 63’                                                                    |
| 10-8-2011                                                              | Dakar                                                                  | Senegal                                                                | 0 – 2                                                                  | Marocco                                                                | Amichevole                                                             | -                                                                      | 46’                                                                    |
| 3-9-2011                                                               | Dakar                                                                  | Senegal                                                                | 2 – 0                                                                  | RD del Congo                                                           | Qual. Coppa d'Africa 2012                                              | -                                                                      | 72’                                                                    |
| 9-10-2011                                                              | Curepipe                                                               | Mauritius                                                              | 0 – 2                                                                  | Senegal                                                                | Qual. Coppa d'Africa 2012                                              | -                                                                      |                                                                        |
| Totale                                                                 |                                                                        | Presenze                                                               | 52                                                                     |                                                                        | Reti                                                                   | 9                                                                      |                                                                        |